# Englerophytum magalismontanum
Englerophytum magalismontanum är en tvåhjärtbladig växtart som först beskrevs av Otto Wilhelm Sonder, och fick sitt nu gällande namn av Terence Dale Pennington. Englerophytum magalismontanum ingår i släktet Englerophytum och familjen Sapotaceae. Inga underarter finns listade i Catalogue of Life.

## Bildgalleri

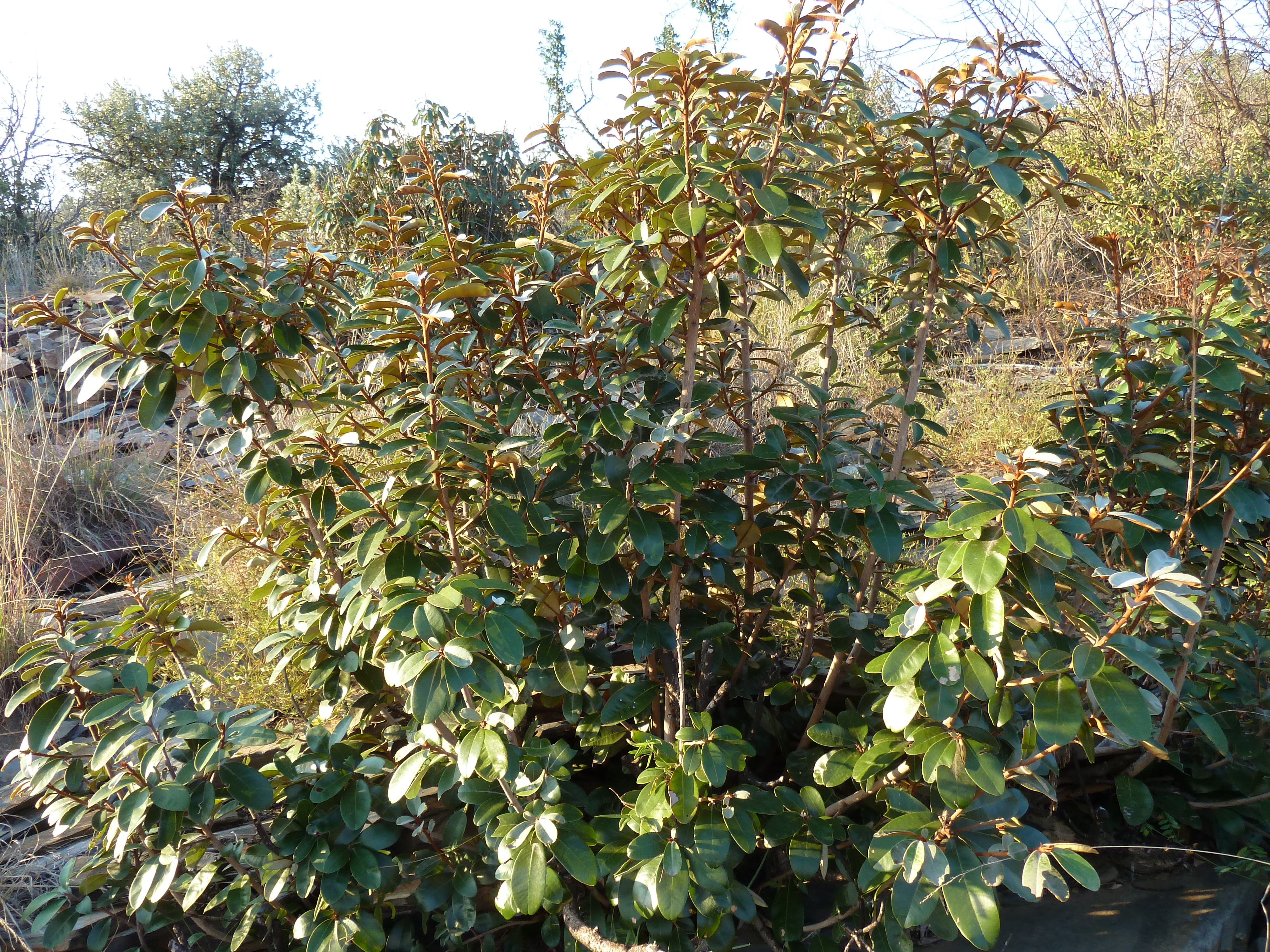
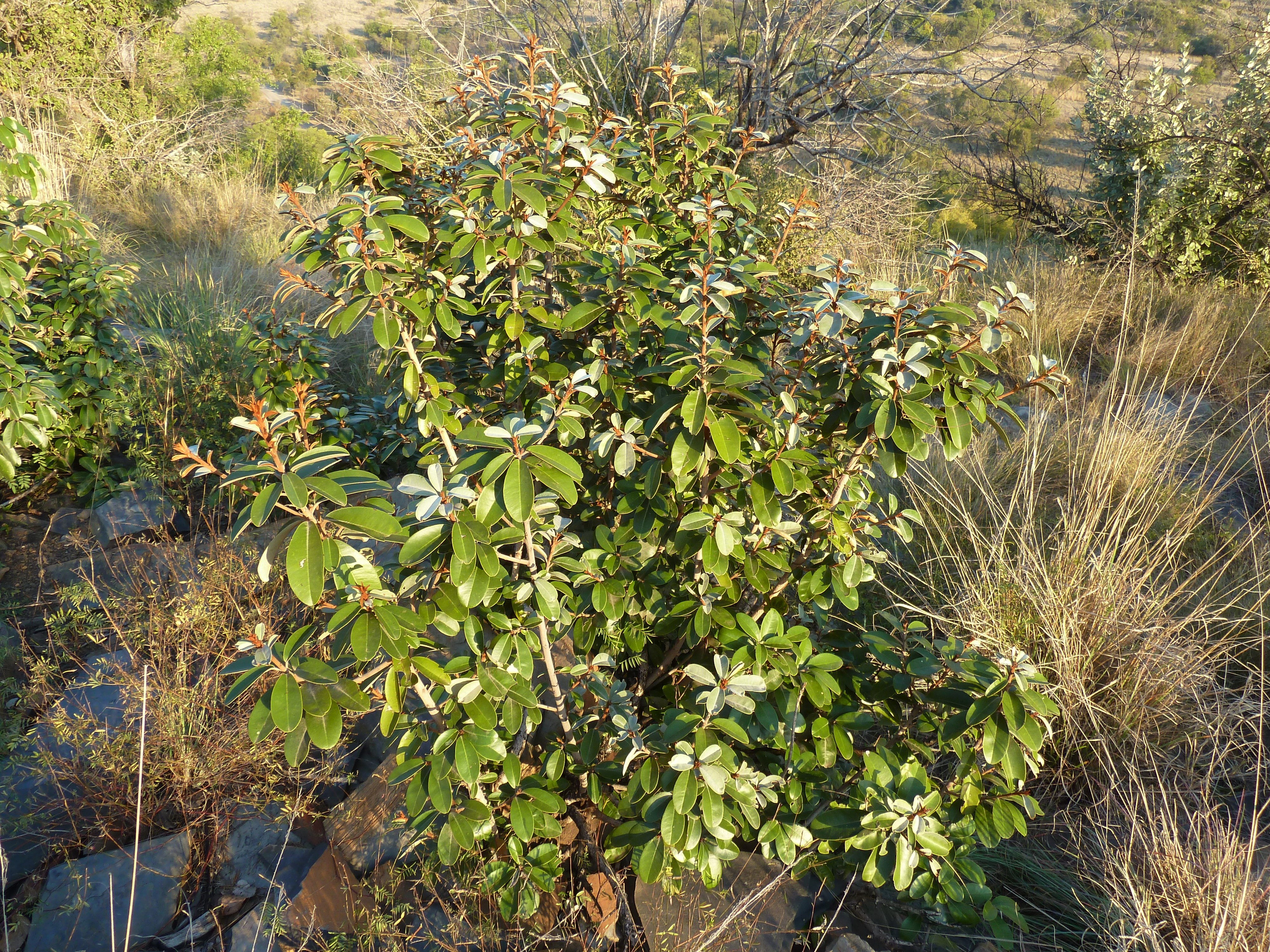
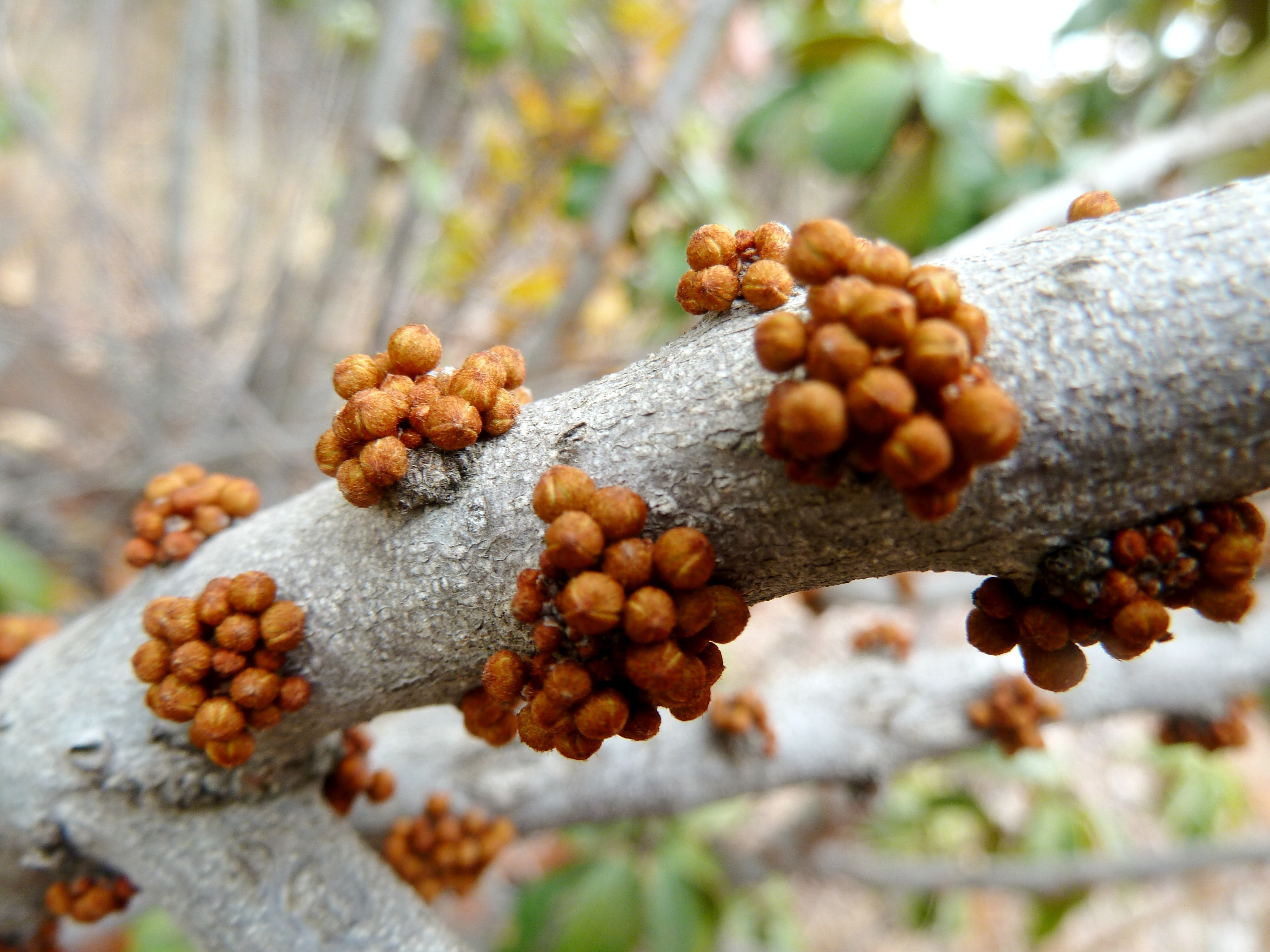
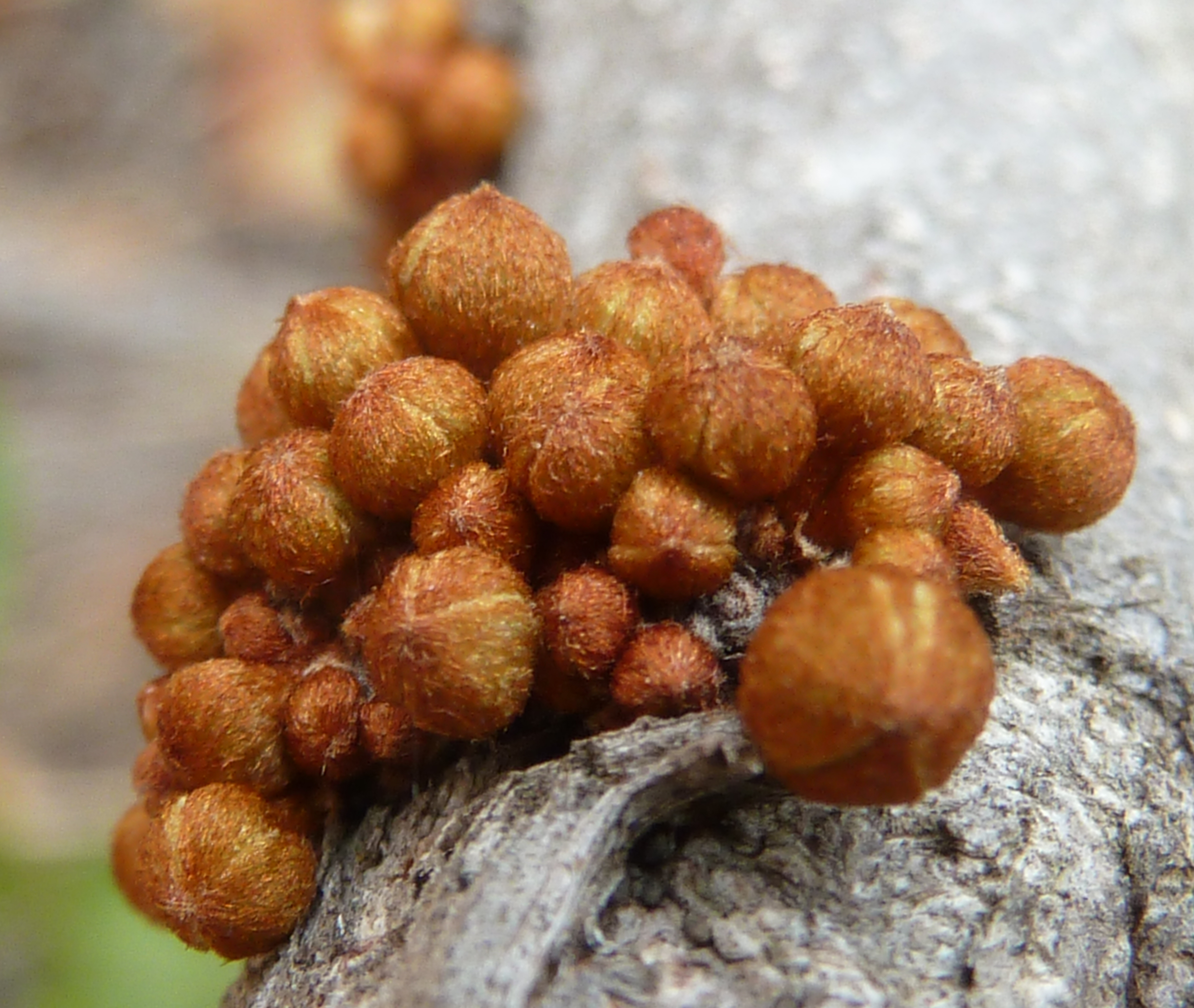
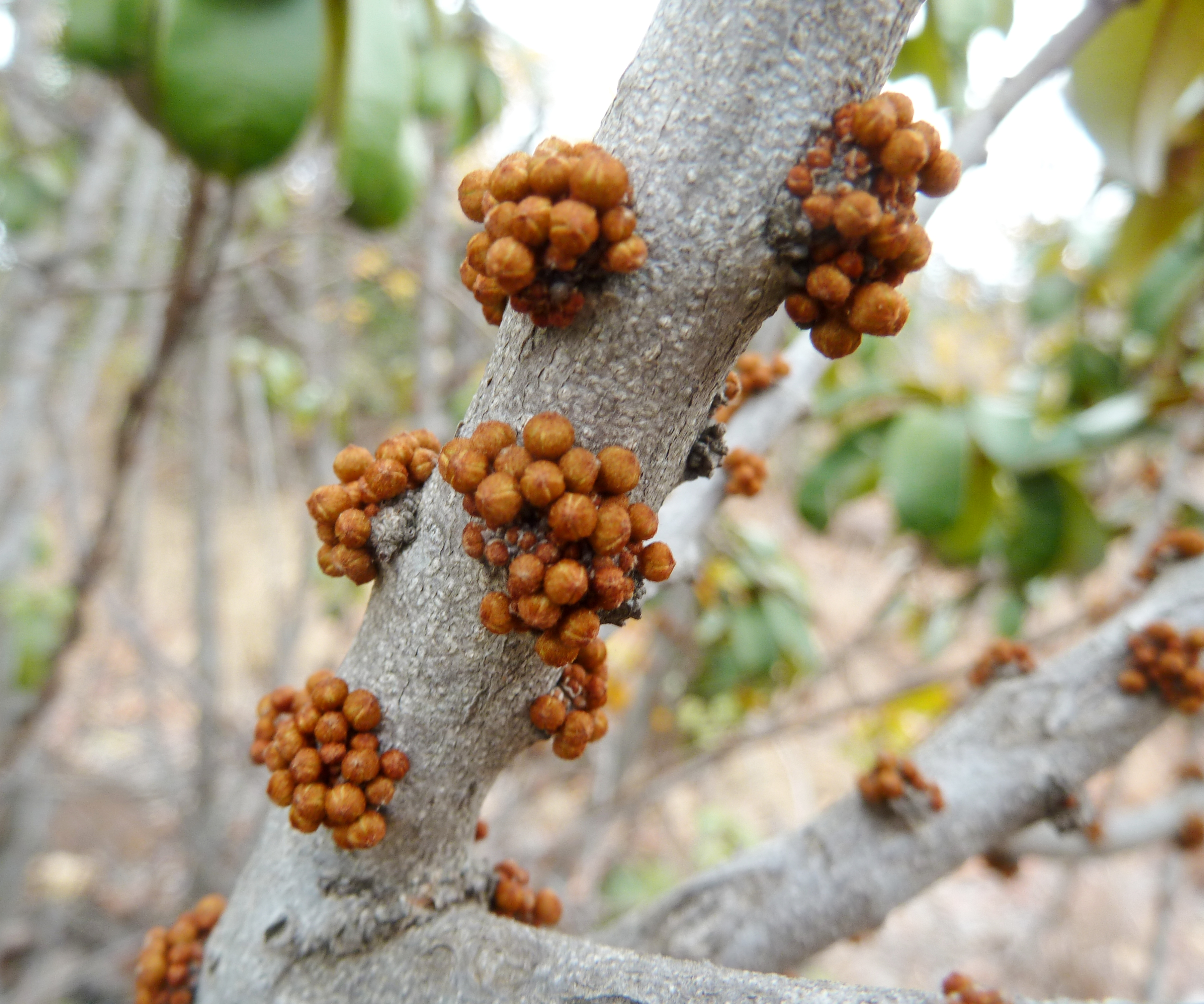
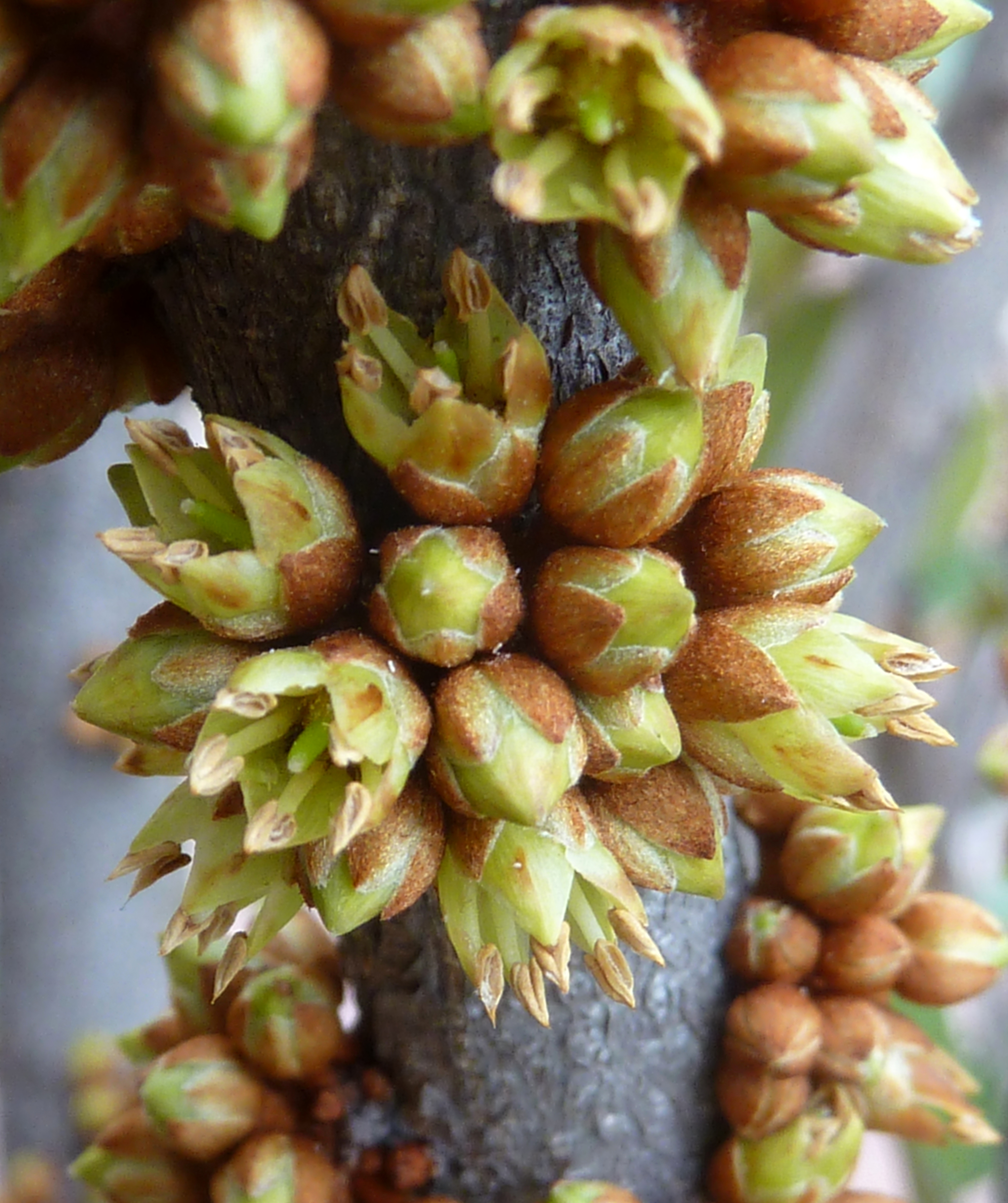